# 角倉一郎
角倉 一郎（すみくら いちろう）は、日本の環境官僚。東京大学法学部卒業、政策研究大学院大学博士課程修了、博士（政治・政策研究）。平成3年環境庁入庁、29年環境省地球環境局総務課長、令和元年大臣官房会計課長、2年秘書課長、3年内閣官房気候変動対策推進室参事官、環境省大臣官房政策立案総括審議官等、5年7月より環境省再生資源循環局次長を経て6年7月より同局長。石川県出身。

## 主著[2]
- “A Brief History of Japanese Environmental Administration: A Qualified Success Story?”Journal of Environmental Law 10 (1998): 241-54.
- “Environmental Voluntary Agreements and the Rule of Law in England and Japan: A Common Law Perspective and a Civil Law Perspective.” elni Newsletter 1 (2000)：57-70.
- 「温暖化対策としての自主協定」大塚直編著『地球温暖化をめぐる法政策』昭和堂 , 2004．
- 「カーボン・オフセット市場の活性化による地球温暖化対策の推進：キャップなき排出量取引の展望と課題」『季刊環境研究』146（2007）：41-59．
- 「カーボン・オフセットはまやかしか？：わが国の具体的事例の検証」『環境情報科学』37巻 1 号（2008）：39-44．
- 『ポスト京都議定書を巡る多国間交渉』（2015、法律文化社）